# Fabio Jakobsen
Fabio Jakobsen (Gorinchem, 31 de agosto de 1996) é um ciclista neerlandês membro da equipa Deceuninck-Quick Step.

## Palmarés
2016
- 1 etapa do ZLM Tour
- Slag om Norg

2017
- 1 etapa do Volta à Normandia
- Grande Prêmio de Frankfurt sub-23
- Volta a Holanda Setentrional
- 1 etapa do Tour de Alsacia
- 1 etapa do Tour de l'Avenir
- 2 etapas do Tour de Olympia
- Ster van Zwolle

2018
- Nokere Koerse[1]
- Scheldeprijs
- 1 etapa do Tour dos Fiordos
- 1 etapa do BinckBank Tour
- 1 etapa do Tour de Eslováquia
- 2 etapas do Tour de Guangxi

2019
- 1 etapa da Volta ao Algarve
- Scheldeprijs
- 1 etapa do Volta à Turquia
- 1 etapa do Volta a Califórnia

## Equipas
- SEG Racing Academy (2015-2017)
- Quick Step (2018-)
  - Quick-Step Floors (2018)
  - Deceuninck-Quick Step (2019)